# Pycnocraspedum
Pycnocraspedum is een geslacht van straalvinnige vissen uit de familie van naaldvissen (Ophidiidae). Het geslacht is voor het eerst wetenschappelijk beschreven in 1889 door Alcock.

## Soorten
- Pycnocraspedum armatum (Temminck & Schlegel, 1846).
- Pycnocraspedum fulvum (Hildebrand & Barton, 1949).
- Pycnocraspedum microlepis (Matsubara, 1943).
- Pycnocraspedum phyllosoma (Parr, 1933).
- Pycnocraspedum squamipinne Alcock, 1889.